# Бризбън Интернешънъл
Бризбън Интернешънъл (на английски: Brisbane International ([ˈbɹɪzbən])) е турнир по тенис за мъже и жени, провеждан в началото на януари в Бризбън, Австралия.

## История
До 2008 г. турнирът се провежда на кортовете на Мемориъл Драйв Парк в Аделаида под името Некст Дженерейшън Аделейд Интернешънал (на английски: Next Generation Adelaide International). Срещите се играят на открито на твърда настилка. Турнирът е част от Международната серия на АТП и е един от подготвителните преди Откритото първенство на Австралия.
При жените е турнир по тенис от III категория от веригата на Женската тенис асоциация. Провежда се ежегодно на кортовете в Голд Коуст, Австралия от 1997 до 2008 година под името Мондиал Аустрелиан Хардкорт (на английски: Mondial Australian Women's Hardcourts).
През 2007 г. турнирът е един от 11, които се провеждат експирементално с групова фаза на принципа всеки срещу всеки. Само след пет проведени турнира обаче АТП решава, че експериментът не е успешен и го преустановява.
От 2009 г. този турнир и турнирът за жени са обединени в един, който се провежда в Бризбън.
С най-много титли от турнира – по две – са Лейтън Хюит, Евгени Кафелников, Никлас Култи, Марк Уудфорд и Майк Бауър.
Японката Ай Сугияма (1998 и 2004) и швейцарката Пати Шнидер (1999 и 2005) държат рекордите за най-много титли от турнири – всяка от тях има по два трофея. В същото време Сугияма играе един финал повече – общо 3, с което има най-много участия в заключителните мачове на турнира.

## Финали мъже

### Сингъл
| Домакин  | Година | Шампион                                       | Финалист                                      | Резултат                                      |
| -------- | ------ | --------------------------------------------- | --------------------------------------------- | --------------------------------------------- |
| Бризбън  | 2025   | Иржи Лехечка                                  | Райли Опелка                                  | 4 – 1 отказва се                              |
| Бризбън  | 2024   | Григор Димитров (2)                           | Холгер Руне                                   | 7 – 6(7 – 5), 6 – 4                           |
| Бризбън  | 2023   | Турнирът не се провежда (пандемията КОВИД-19) | Турнирът не се провежда (пандемията КОВИД-19) | Турнирът не се провежда (пандемията КОВИД-19) |
| Бризбън  | 2022   | Турнирът не се провежда (пандемията КОВИД-19) | Турнирът не се провежда (пандемията КОВИД-19) | Турнирът не се провежда (пандемията КОВИД-19) |
| Бризбън  | 2021   | Турнирът не се провежда (пандемията КОВИД-19) | Турнирът не се провежда (пандемията КОВИД-19) | Турнирът не се провежда (пандемията КОВИД-19) |
| Бризбън  | 2020   | Турнирът не се провежда (пандемията КОВИД-19) | Турнирът не се провежда (пандемията КОВИД-19) | Турнирът не се провежда (пандемията КОВИД-19) |
| Бризбън  | 2019   | Кей Нишикори                                  | Даниил Медведев                               | 6 – 4, 3 – 6, 6 – 2                           |
| Бризбън  | 2018   | Ник Кириос                                    | Райън Харисън                                 | 6 – 4, 6 – 2                                  |
| Бризбън  | 2017   | Григор Димитров (1)                           | Кей Нишикори                                  | 6 – 2, 2 – 6, 6 – 3                           |
| Бризбън  | 2016   | Милош Раонич                                  | Роджър Федерер                                | 6 – 4, 6 – 4                                  |
| Бризбън  | 2015   | Роджър Федерер                                | Милош Раонич                                  | 6 – 4, 6 – 7(2 – 7), 6 – 4                    |
| Бризбън  | 2014   | Лейтън Хюит (3)                               | Роджър Федерер                                | 6 – 1, 4 – 6, 6 – 3                           |
| Бризбън  | 2013   | Анди Мъри (2)                                 | Григор Димитров                               | 7 – 6(7 – 0), 6 – 4                           |
| Бризбън  | 2012   | Анди Мъри (1)                                 | Александър Долгополов                         | 6 – 1, 6 – 3                                  |
| Бризбън  | 2011   | Робин Сьодерлинг                              | Анди Родик                                    | 6 – 3, 7 – 5                                  |
| Бризбън  | 2010   | Анди Родик                                    | Радек Щепанек                                 | 7 – 6(7 – 2), 7 – 6(9 – 7)                    |
| Бризбън  | 2009   | Радек Щепанек                                 | Фернандо Вердаско                             | 3 – 6, 6 – 3, 6 – 4                           |
| Аделаида | 2008   | Микаел Льодра                                 | Ярко Ниеминен                                 | 6 – 3, 6 – 4                                  |
| Аделаида | 2007   | Новак Джокович                                | Крис Гучионе                                  | 6 – 3, 6 – 7(6 – 8), 6 – 4                    |
| Аделаида | 2006   | Флоран Сера                                   | Ксавие Малис                                  | 6 – 3, 6 – 4                                  |
| Аделаида | 2005   | Йоахим Йохансон                               | Тейлър Дент                                   | 7 – 5, 6 – 3                                  |
| Аделаида | 2004   | Доминик Хърбати                               | Микаел Льодра                                 | 6 – 4, 6 – 0                                  |
| Аделаида | 2003   | Николай Давиденко                             | Кристоф Влиген                                | 6 – 2, 7 – 6(7 – 3)                           |
| Аделаида | 2002   | Тим Хенман                                    | Марк Филипусис                                | 6 – 4, 6 – 7(6 – 8), 6 – 3                    |
| Аделаида | 2001   | Томи Хаас                                     | Николас Масу                                  | 6 – 3, 6 – 1                                  |
| Аделаида | 2000   | Лейтън Хюит (2)                               | Томас Енквист                                 | 3 – 6, 6 – 3, 6 – 2                           |
| Аделаида | 1999   | Томас Енквист                                 | Лейтън Хюит                                   | 4 – 6, 6 – 1, 6 – 2                           |
| Аделаида | 1998   | Лейтън Хюит (1)                               | Джейсън Столтенберг                           | 3 – 6, 6 – 3, 7 – 6(7 – 4)                    |
| Аделаида | 1997   | Тод Уудбридж                                  | Скот Дрейпър                                  | 6 – 2, 6 – 1                                  |
| Аделаида | 1996   | Евгени Кафелников (2)                         | Байрън Блек                                   | 7 – 6(7 – 0), 3 – 6, 6 – 1                    |
| Аделаида | 1995   | Джим Къриър                                   | Арно Бьоч                                     | 6 – 2, 7 – 5                                  |
| Аделаида | 1994   | Евгени Кафелников (1)                         | Александър Волков                             | 6 – 4, 6 – 3                                  |
| Аделаида | 1993   | Никлас Култи (2)                              | Кристиан Бергстрьом                           | 3 – 6, 7 – 5, 6 – 4                           |
| Аделаида | 1992   | Горан Иванишевич                              | Кристиан Бергстрьом                           | 1 – 6, 7 – 6(7 – 5), 6 – 4                    |
| Аделаида | 1991   | Никлас Култи (1)                              | Михаел Щих                                    | 6 – 3, 1 – 6, 6 – 2                           |
| Аделаида | 1990   | Томас Мустер                                  | Джими Ариас                                   | 3 – 6, 6 – 2, 7 – 5                           |
| Аделаида | 1989   | Марк Уудфорд (2)                              | Патрик Кунен                                  | 7 – 5, 1 – 6, 7 – 5                           |
| Аделаида | 1988   | Марк Уудфорд (1)                              | Уоли Масур                                    | 6 – 2, 6 – 4                                  |
| Аделаида | 1987   | Уоли Масур                                    | Бил Сканлън                                   | 6 – 4, 7 – 6                                  |
| Аделаида | 1986   | Турнирът на се провежда                       | Турнирът на се провежда                       | Турнирът на се провежда                       |
| Аделаида | 1985   | Еди Едуардс                                   | Питър Дуън                                    | 6 – 5, 6 – 4                                  |
| Аделаида | 1984   | Питър Дуън                                    | Хууб ван Бьокел                               | 1 – 6, 6 – 1, 6 – 4                           |
| Аделаида | 1983   | Майк Бауър (2)                                | Милослав Мечирж                               | 3 – 6, 6 – 4, 6 – 1                           |
| Аделаида | 1982   | Майк Бауър (1)                                | Крис Джонстън                                 | 4 – 6, 7 – 6, 6 – 2                           |
| Аделаида | 1981   | Марк Едмънсън                                 | Брад Дрюит                                    | 7 – 5, 6 – 2                                  |
| Аделаида | 1980   | Турнирът на се провежда                       | Турнирът на се провежда                       | Турнирът на се провежда                       |
| Аделаида | 1979   | Ким Уоруик                                    | Бернд Митън                                   | 7 – 5, 6 – 4                                  |
| Аделаида | 1978   | Турнирът на се провежда                       | Турнирът на се провежда                       | Турнирът на се провежда                       |
| Аделаида | 1977   | Виктор Амая                                   | Брайън Тичър                                  | 6 – 1, 6 – 4                                  |
| Аделаида | 1976   | Турнирът на се провежда                       | Турнирът на се провежда                       | Турнирът на се провежда                       |
| Аделаида | 1975   | Турнирът на се провежда                       | Турнирът на се провежда                       | Турнирът на се провежда                       |
| Аделаида | 1974   | Дик Стоктън                                   | Джеф Мастърс                                  | 6 – 2, 6 – 3, 6 – 2                           |
| Аделаида | 1973   | Турнирът на се провежда                       | Турнирът на се провежда                       | Турнирът на се провежда                       |
| Аделаида | 1972   | Александър Метревели                          | Ким Уоруик                                    | 6 – 3, 6 – 3, 7 – 6                           |

## Финали жени

### Сингъл
| Година  | Шампион                 | Финалист                | Резултат                    |
| ------- | ----------------------- | ----------------------- | --------------------------- |
| 2024    | Елена Рибакина          | Арина Сабаленка         | 6 – 0, 6 – 3                |
| 2021-23 | Турнирът не се провежда | Турнирът не се провежда | Турнирът не се провежда     |
| 2020    | Каролина Плишкова (3)   | Мадисън Кийс            | 6 – 4, 4 – 6, 7 – 5         |
| 2019    | Каролина Плишкова (2)   | Лесия Цуренко           | 4 – 6, 7 – 5, 6 – 2         |
| 2018    | Елина Свитолина         | Александра Саснович     | 6 – 2, 6 – 1                |
| 2017    | Каролина Плишкова (1)   | Ализе Корне             | 6 – 0, 6 – 3                |
| 2016    | Виктория Азаренка (2)   | Анжелик Кербер          | 6 – 3, 6 – 1                |
| 2015    | Мария Шарапова          | Ана Иванович            | 6 – 7 (4 – 7), 6 – 3, 6 – 3 |
| 2014    | Серина Уилямс (2)       | Виктория Азаренка       | 6 – 4, 7 – 5                |
| 2013    | Серина Уилямс (1)       | Анастасия Павлюченкова  | 6 – 2, 6 – 1                |
| 2012    | Кая Канепи              | Даниела Хантухова       | 6 – 2, 6 – 1                |
| 2011    | Петра Квитова           | Андреа Петкович         | 6 – 1, 6 – 3                |
| 2010    | Ким Клайстерс           | Жюстин Енен             | 6 – 3, 4 – 6, 7 – 6 (8 – 6) |
| 2009    | Виктория Азаренка (1)   | Марион Бартоли          | 6 – 3, 6 – 1                |
| 2008    | На Ли                   | Виктория Азаренка       | 4 – 6, 6 – 3, 6 – 4         |
| 2007    | Динара Сафина           | Мартина Хингис          | 6 – 3, 3 – 6, 7 – 5         |
| 2006    | Луцие Шафаржова         | Флавия Пенета           | 6 – 3, 6 – 4                |
| 2005    | Пати Шнидер (2)         | Саманта Стосър          | 1 – 6, 6 – 3, 7 – 5         |
| 2004    | Ай Сугияма (2)          | Надя Петрова            | 1 – 6, 6 – 1, 6 – 4         |
| 2003    | Натали Деши             | Мари-Гейни Микаелиан    | 6 – 3, 3 – 6, 6 – 3         |
| 2002    | Винъс Уилямс            | Жюстин Енен             | 7 – 5, 6 – 2                |
| 2001    | Жюстин Енен             | Силвия Фарина Елия      | 7 – 6(7 – 5), 6 – 4         |
| 2000    | Силвия Талая            | Кончита Мартинес        | 6 – 1, 3 – 6, 6 – 0         |
| 1999    | Пати Шнидер (1)         | Мери Пиърс              | 4 – 6, 7 – 6(7 – 5), 6 – 2  |
| 1998    | Ай Сугияма (1)          | Мария-Венто Кабчи       | 7 – 5, 6 – 0                |
| 1997    | Елена Лиховцева         | Ай Сугияма              | 3 – 6, 7 – 6(9 – 7), 6 – 3  |

### Двойки
| Година | Шампион                          | Финалист                         | Резултат     |
| ------ | -------------------------------- | -------------------------------- | ------------ |
| 2008   | Динара Сафина Агнеш Саваи        | Зи Ян Жи Женг                    | 6 – 1, 6 – 2 |
| 2007   | Динара Сафина Катарина Среботник | Ивета Бенешова Галина Воскобоева | 6 – 3, 6 – 4 |
| 2006   | Динара Сафина Меган Шонеси       | Кара Блек Рене Стъбс             | 6 – 2, 6 – 3 |